# 米科斯塔县 (密歇根州)
米科斯塔县（英語：Mecosta County）是美國密歇根州下半島中西部的一個縣。面積1,479平方公里。根據美國2000年人口普查，共有人口40,553人。縣治大急流鎮 （Big Rapids）。
成立於1840年4月1日，縣政府成立於1859年2月11日。縣名紀念一位波塔瓦托米族酋長。。